# Rábapordány
Rábapordány là một thị trấn thuộc hạt Győr-Moson-Sopron, Hungary. Thị trấn này có diện tích 21,89 km², dân số năm 2010 là 1028 người, mật độ 47 người/km².